# Seeschlacht bei Dover
Dover – Plymouth – Elba – Kentish Knock – Dungeness – Portland – Livorno – Gabbard – Scheveningen
In der Seeschlacht bei Dover, im Englischen Seeschlacht bei den Goodwin Sands genannt, trafen am 29. Mai 1652 (am 19. Mai 1652 nach dem in England benutzten Julianischen Kalender) die Flotten des Commonwealth von England und der Vereinigten Provinzen der Niederlande aufeinander. Diese Seeschlacht war der Auftakt zum Ersten Englisch-Niederländischen Krieg, es gab keine Gewinner.

## Vorgeschichte
Im Oktober 1651 verabschiedete das englische Parlament die erste Navigationsakte (Navigation Acts) und bestimmte, dass nur Schiffe aus England und dem Herkunftsland Güter nach England transportieren durften. Als im Frühjahr 1652 George Ayscue 27 niederländische Schiffe aufbrachte, die mit der royalistischen Kolonie Barbados handelten, wurden die Niederländer zusätzlich verärgert. Zuvor hatte der Commonwealth im Rahmen des englischen Bürgerkriegs ein Embargo gegen die Royalisten verhängt. Auf der anderen Seite wurde nach dem Tod des niederländischen Statthalters Wilhelm II. die Außenpolitik der Vereinigten Niederlande durch die großen Handelsgesellschaften von Amsterdam und Rotterdam bestimmt. So beschlossen die Generalstaaten am 3. März 1652 eine Vergrößerung der Flotte, 150 Handelsschiffe wurden angeheuert und als Kriegsschiffe ausgerüstet.
Daraufhin begann der Commonwealth ab 12. März 1652 ebenfalls mit Kriegsvorbereitungen. Da beide Parteien noch kaum vorbereitet waren, wäre noch einige Zeit bis zum Kriegsausbruch vergangen. Doch am 29. Mai 1652 kam es zu einem zufälligen Aufeinandertreffen der Flotten des niederländischen Admiralleutnants Maarten Tromp und des Generals zur See Robert Blake im Englischen Kanal bei Dover. Eine Anweisung Cromwells forderte von allen ausländischen Flotten in der Nordsee oder im Kanal, ihre Flaggen zum Gruß zu senken. Als Tromp sich weigerte, kam es zur Schlacht.

## Die Schlacht
Ein niederländischer Konvoi von 40 Schiffen unter Tromp traf auf 25 englische Schiffe unter Blake. Als Tromp den Flaggengruß verzögerte, feuerte Blake drei Warnschüsse. Der dritte Schuss traf das Flaggschiff Tromps, die Brederode, und verletzte einige Seeleute. Tromp antwortete mit einer Breitseite seines Flaggschiffs. Daraus entwickelte sich eine fünf Stunden dauernde Seeschlacht, in der die Niederländer wegen ihrer zahlenmäßigen Überlegenheit ein Übergewicht hatten und beide Flotten beschädigt wurden. Mit dem Einbruch der Dämmerung zogen sich die niederländischen Schiffe zurück, um den Konvoi zu schützen. Den Engländern gelang es, zwei Nachzügler abzufangen, sie versenkten die Sint Maria und eroberten die Sint Laurens, die sie bald aufgaben. Die Sint Laurens konnte sich noch in die Heimat retten.

## Folgen
Die Niederländer verloren zwei Schiffe, konnten aber den Konvoi retten. Der Commonwealth erklärte am 10. Juli 1652 den Niederlanden den Krieg.

## Beteiligte Schiffe

### England (Robert Blake)
| Anthony Youngs Geschwader   | Anthony Youngs Geschwader | Anthony Youngs Geschwader | Anthony Youngs Geschwader                      |
| --------------------------- | ------------------------- | ------------------------- | ---------------------------------------------- |
| Schiff                      | Schiffstyp                | Kanonen                   | Kapitän                                        |
| President                   |                           | 36                        | Anthony Young                                  |
| Nightingale                 |                           | 24                        | Jacob Reynolds                                 |
| Recovery                    |                           | 24                        | Edmund Chapman                                 |
| Robert Blakes Geschwader    |                           |                           |                                                |
| Schiff                      | Schiffstyp                | Kanonen                   | Kapitän                                        |
| James                       |                           | 60                        | Flaggschiff, Robert Blake, Kapitän John Gilson |
| Victory                     |                           | 52                        | Lionel Lane                                    |
| Garland                     |                           | 44                        | John Gibbs                                     |
| Speaker                     |                           | 52                        | John Coppin                                    |
| Ruby                        |                           | 42                        | Anthony Houlding                               |
| Sapphire                    |                           | 38                        | Robert Moulton, Jr                             |
| Worcester                   |                           | 42                        | Charles Thorowgood                             |
| Star                        |                           | 24                        | Robert Saunders                                |
| Portsmouth                  |                           | 36                        | William Brandley                               |
| Martin                      |                           | 12                        |                                                |
| Mermaid                     |                           | 24                        | Richard Stayner                                |
| Ruben                       | Handelsschiff             | 26                        |                                                |
| 3 weitere kleine Schiffe    |                           |                           |                                                |
| Nehemiah Bournes Geschwader |                           |                           |                                                |
| Schiff                      | Schiffstyp                | Kanonen                   | Kapitän                                        |
| Andrew                      |                           | 56                        | Nehemiah Bourne                                |
| Triumph                     |                           | 62                        | William Penn                                   |
| Fairfax                     |                           | 52                        | John Lawson                                    |
| Entrance                    |                           | 44                        |                                                |
| Centurion                   |                           | 36                        |                                                |
| Adventuree                  |                           | 36                        | Andrew Ball                                    |
| Assurance                   |                           | 40                        | Benjamin Blake                                 |
| Greyhound                   |                           | 20                        | Henry Southwood                                |
| Seven Brothers              | Handelsschiff             | 26                        | Robert Land                                    |

### Vereinigte Provinzen (Maarten Tromp)
| Begleitschiffe              | Begleitschiffe                                | Begleitschiffe | Begleitschiffe                  |
| --------------------------- | --------------------------------------------- | -------------- | ------------------------------- |
| Schiff                      | Schiffstyp/Admiralität                        | Kanonen        | Kapitän                         |
| Groningen                   |                                               | 38             | Joris van der Zaan              |
| Zeelandia                   |                                               | 34             | Jacob Huyrluyt                  |
| Hauptflotte (Maarten Tromp) |                                               |                |                                 |
| Schiff                      | Schiffstyp/Admiralität                        | Kanonen        | Kapitän                         |
| Brederode                   | Rotterdam Admiralität                         | 54             | Maarten Tromp, Admiral          |
| Alexander                   | Amsterdam Admiralität                         | 28             | Jan Maijkers                    |
| Blauwen Arend               | Amsterdam Admiralität                         | 28             | Dirck Pater                     |
| Sint Salvador               | Amsterdam Admiralität                         | 34             | Matheeus Corneliszoon           |
| Vliegende Faam              | Amsterdam Admiralität                         | 28             | Jacob Corneliszoon Swart        |
| Arche Troijane              | Amsterdam Admiralität                         | 28             | Abraham van Kampen              |
| Kroon Imperiaal             | Amsterdam Admiralität                         | 34             | Cornelis Janszoon Poort         |
| Valck                       | Amsterdam Admiralität                         | 28             | Cornelis Janszoon Brouwer       |
| Prinses Roijaal             | Amsterdam Admiralität                         | 28             | Maarten de Graeff               |
| Neptunis                    | Amsterdam Admiralität                         | 34             | Gerrit van Lummen               |
| Sint Matheeus               | Amsterdam Admiralität                         | 34             | Cornelis Naeuoogh               |
| Prins Maurits               | Amsterdam Admiralität                         | 34             | Nicolaes de With                |
| Rozeboom                    | Amsterdam Admiralität                         | 28             | Gerrit Schuyt                   |
| Engel Gabriel               | Amsterdam Admiralität                         | 28             | Bastiaan Bardoel                |
| Witte Lam                   | Amsterdam Admiralität                         | 28             | Cornelis van Houten             |
| Gideon van Sardam           | Amsterdam Admiralität                         | 34             | Hector Bardesius                |
| Sint Francisco              | Amsterdam Admiralität                         | 28             | Stoffel Juriaenszoon            |
| David en Goliad             | Amsterdam Admiralität                         | 34             | Claes Bastiaenszoon Jaarsveld   |
| Elias                       | Amsterdam Admiralität                         | 34             | Jacob Sijvertsen Spanheijm      |
| Zwarte Leeuw                | Amsterdam Admiralität                         | 28             | Hendrik de Raedt                |
| Sint Maria                  | Amsterdam Admiralität versenkt                | 28             | Sipke Fockes                    |
| Groote Liefde               | Amsterdam Admiralität                         | 38             | Bruyn van Seelst                |
| Nassouw van den Burgh       | Amsterdam Admiralität                         | 34             | Lambert Pieterszoon             |
| Groote Vergulde Fortuijn    |                                               | 35             | Frederick de Coninck            |
| Engel Michiel               | Amsterdam Admiralität                         | 28             | Fredrick Bogaart                |
| Vergulde Haan               | Middelburg Admiralität                        | 30             | Jan le Sage                     |
| Goude Leeuw                 | Middelburg Admiralität                        | 30             | Jacob Penssen                   |
| Leeuwinne                   | Middelburg Admiralität                        | 30             | Joannes van Regermorter         |
| Sint Laurens                | Middelburg Admiralität erobert und aufgegeben | 30             | Bastiaan Tuynemans              |
| Witte Lam                   | Vlissingen Admiralität                        | 32             | Jan Tijssen Matheeus            |
| Monnikendam                 | Noorder-Kwartier Admiralität                  | 32             | Pieter Florissen, Konteradmiral |
| Wapen van Hoorn             | Noorder-Kwartier Admiralität                  | 24             | Pieter Aldertszoon              |
| Prins Maurits               | Noorder-Kwartier Admiralität                  | 28             | Cornelis Pieterszoon Taenman    |
| Monnikendam                 | Noorder-Kwartier Admiralität                  | 24             | Arent Dirckszoon                |
| Wapen van Enkhuizen         | Noorder-Kwartier Admiralität                  | 30             | Gerrit Femssen                  |
| Wapen van Alkmaar           | Noorder-Kwartier Admiralität                  | 28             | Gerrit Nobel                    |
| Roode Leeuw                 | Noorder-Kwartier Admiralität                  | 24             | Reynst Corneliszoon Sevenhuysen |
| Peereboom                   | Noorder-Kwartier Admiralität                  | 24             | Tijs Sijmonszoon Peereboom      |
| Huis van Nassau             | Noorder-Kwartier Admiralität                  | 28             | Gerrit Munth                    |
| Alkmaar                     | Noorder-Kwartier Admiralität                  | 28             | Jan Warnaertszoon Capelman      |
| Sampson                     | Noorder-Kwartier Admiralität                  | 26             | Willem Ham                      |
| Stad van Medemblik          | Noorder-Kwartier Admiralität                  | 26             | Pieter Schellinger              |